# Gare de Sion
 (juin 2023).
La gare de Sion est une gare ferroviaire située à Sion (Valais - Suisse) sur la ligne du Simplon. Elle voit passer plus de 9 000 passagers quotidiennement (2012).

## Situation ferroviaire
Établie à 490 mètres d'altitude, la gare de Sion est située sur la ligne du Simplon.

La gare dispose d'une voie attenante au bâtiment principal (Voie 1), d'un quai central entouré par deux voies (Voie 2 en direction de Brigue, Voie 3 en direction de Lausanne), sans compter les voies supplémentaires pour le stationnement de matériel roulant. 

## Histoire

### Généralités

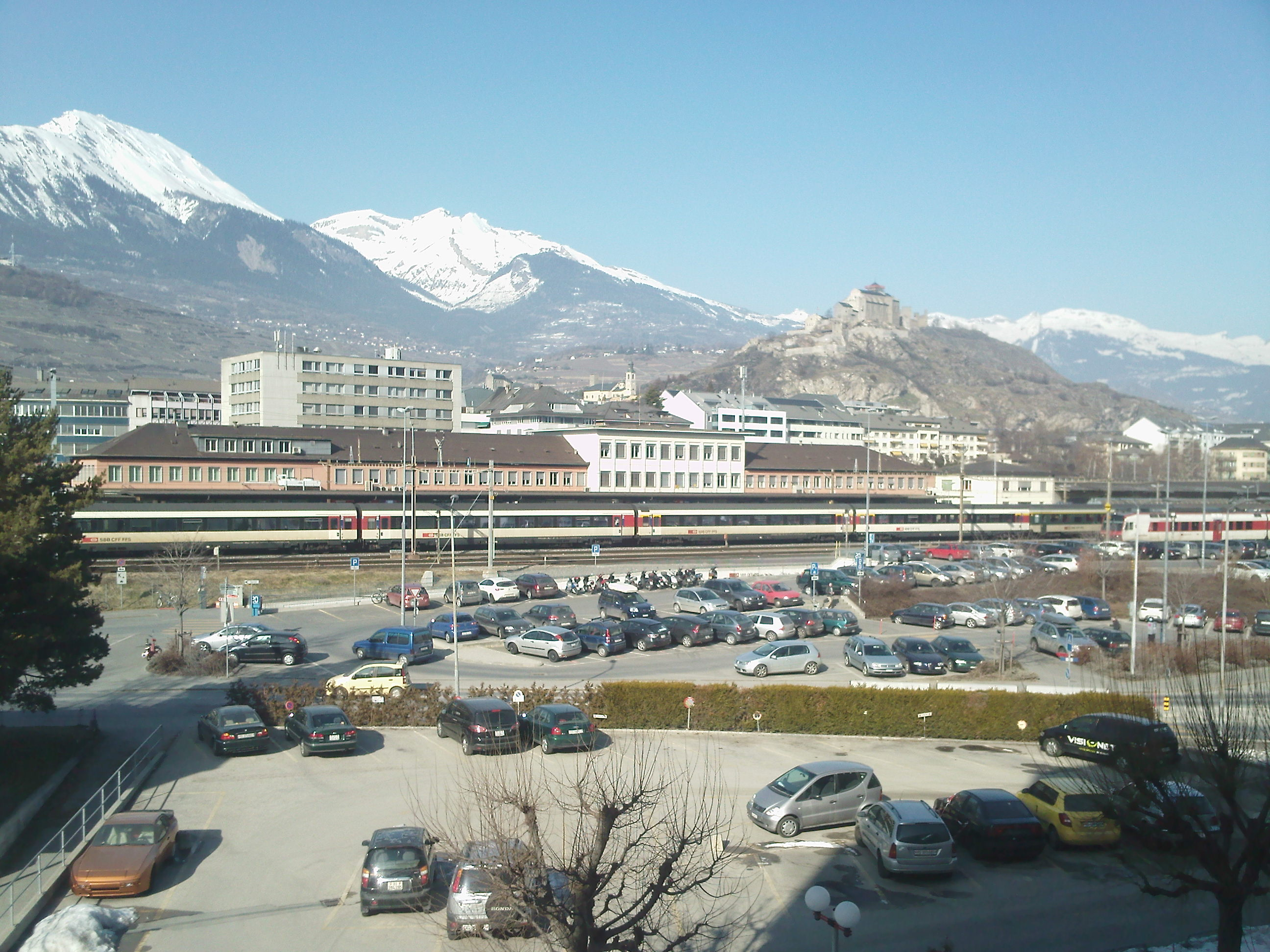
La gare de Sion côté Sud

Le 3 mai 1860, la Gazette du Valais annonce l'arrivée du chemin de fer à Sion avec une gare provisoire en bois. L'arrivée du premier train en provenance de la gare de Martigny sera pour le 5 mai. La gare définitive fut construite entre 1872 et 1873 par la Compagnie de la Ligne d'Italie. Depuis le 4 juin 1860, la liaison Sion-Bouveret est ouverte avec quatre trains par jour. Le Valais possède enfin son chemin de fer dont la plupart des gares ne sont pas même commencées, les voyageurs et les marchandises devant stationner en plein air, sans abris. Elle fut rénovée une première fois entre 1957 et 1960. 

## Service des voyageurs

### Accueil
La gare dispose d'un bâtiment voyageur où se situent différents commerces, ainsi qu'un guichet de vente de titres de transport.
D'autre part, on retrouve également dans le bâtiment et dans les souterrains:
- une salle d’attente,
- des WC publics,
- des consignes à bagages.

Elle est accessible aux personnes à mobilité réduite.

### Desserte

#### Trafic grandes lignes
En termes de trafic national/international, la gare de Sion voit circuler deux trains IR 90 / IR 95 par heure reliant l'aéroport international de Genève à Brigue.
90 Genève-Aéroport – Genève-Cornavin – Renens – Lausanne – Vevey – Montreux – Aigle – Saint-Maurice – Martigny – Sion – Sierre – Viège – Brigue
95 Genève-Aéroport – Genève-Cornavin – Nyon – Morges – Lausanne – Vevey – Montreux – Aigle – Martigny – Sion – Sierre – Loèche – Viège – Brigue
Des trains EuroCity permettent également de relier Genève à Milan (et Venise) plusieurs fois par jour.
 Genève-Cornavin – Lausanne – Montreux – Sion – Brigue – Domodossola – Milan-Centrale (– Venise-Santa-Lucia)

#### Trafic régional
La gare de Sion est desservie par le RER Valais, assurant des liaisons rapides à fréquence élevée dans l'ensemble du canton de Valais exploitées par RegionAlps. Elle est desservie une fois par heure de Brigue à Saint-Gingolph et une deuxième fois par heure du lundi au samedi de Brigue à Monthey.
R : (Saint-Gingolph - Le Bouveret -) Monthey - Saint-Maurice - Martigny - Sion - Sierre - Loèche - Viège - Brigue (omnibus)
| Origine                   | Arrêt précédent     | Train | Train      | Train | Arrêt suivant | Destination                          |
| ------------------------- | ------------------- | ----- | ---------- | ----- | ------------- | ------------------------------------ |
| Genève                    | Montreux            |       | EC         |       | Brigue        | Milan-Centrale ou Venise-Santa-Lucia |
| Genève-Aéroport           | Martigny            |       | IR         |       | Sierre        | Brigue                               |
| Saint-Gingolph ou Monthey | Châteauneuf-Conthey |       | RER Valais |       | Saint-Léonard | Brigue                               |

### Intermodalité

#### Bus
Plusieurs lignes de CarPostal, Bus Sedunois et Car Theytaz desservent la ville de Sion et les alentours depuis la gare.

##### Car Postal
- 311 - Sion - Riddes - Martigny
- 331 - Sion - Daillon
- 341 - Sion - Savièze
- 342 - Sion - Savièze - Arbat - Anzère
- 351 - Sion - Ayent - Anzère
- 352 - Sion - Ayent
- 353 - Sion - Ayent - Crans-Sur-Sierre
- 354 - Sion .- Signèse (Ayent) - St Romain (Ayent)
- 361 - Sion - Aproz - Basse-Nendaz
- 362 - Sion - Haute-Nendaz
- 363 - Sion - Veysonnaz
- 364 - Sion - Les Mayens de Sion - Mayens de l'Ours
- 381 - Sion - Euseigne - Praz Jean VS - Les Haudères
- 386 - Sion - St Martin VS - Eison
- 388 - Sion - Vernamiège - Nax - Mayens de Nax
- 411 - Sion - Grône - Granges VS - Chalais - Sierre
- 412 - Sion - St Léonard - Granges VS - Sierre

##### Bus sédunois
- BS11 - Châteauneuf – Sion gare – Vissigen – Hôpital – SUVA
- BS12 - Sion gare - Aproz
- BS13 - Sion gare - Gravelone
- BS14 - Bramois – Sion gare – Platta – Centre Funéraire

##### Car Theytaz
- 371 - Sion - Les Cèdres - Thyon 2000
- 372 - Sion - Hérémence - Màche - Dixence